# 盖尔街
盖尔街（Gay Street）位于英格兰萨默塞特郡巴斯，连接皇后广场与圆形广场。它由老约翰·伍德在1735年设计，由他的儿子小约翰·伍德完成。 这块土地由罗伯特·盖伊议员租给老伍德。街道以他的名字命名。 沿街大部分为I级登录建筑。
这些房屋均为三层，有孟莎式屋顶，许多也有爱奥尼亚柱。窗口设计虽有细微的变化，仍然构成和谐一致的街景。许多房子现在用作办公室。
2-17号位于西侧。海斯特·瑟拉莱，又名皮奥齐夫人，住在 8 号，在底楼和一楼有四根1781年的科林斯柱式的壁柱。 18-30号位于道路东侧，修建早于西侧。。
41号在盖尔街和皇后广场的拐角处。那是小约翰·伍德的家。
31至40号被指定为二级登录建筑。 简·奥斯丁中心位于40号，尽管简·奥斯汀实际上住在25号。

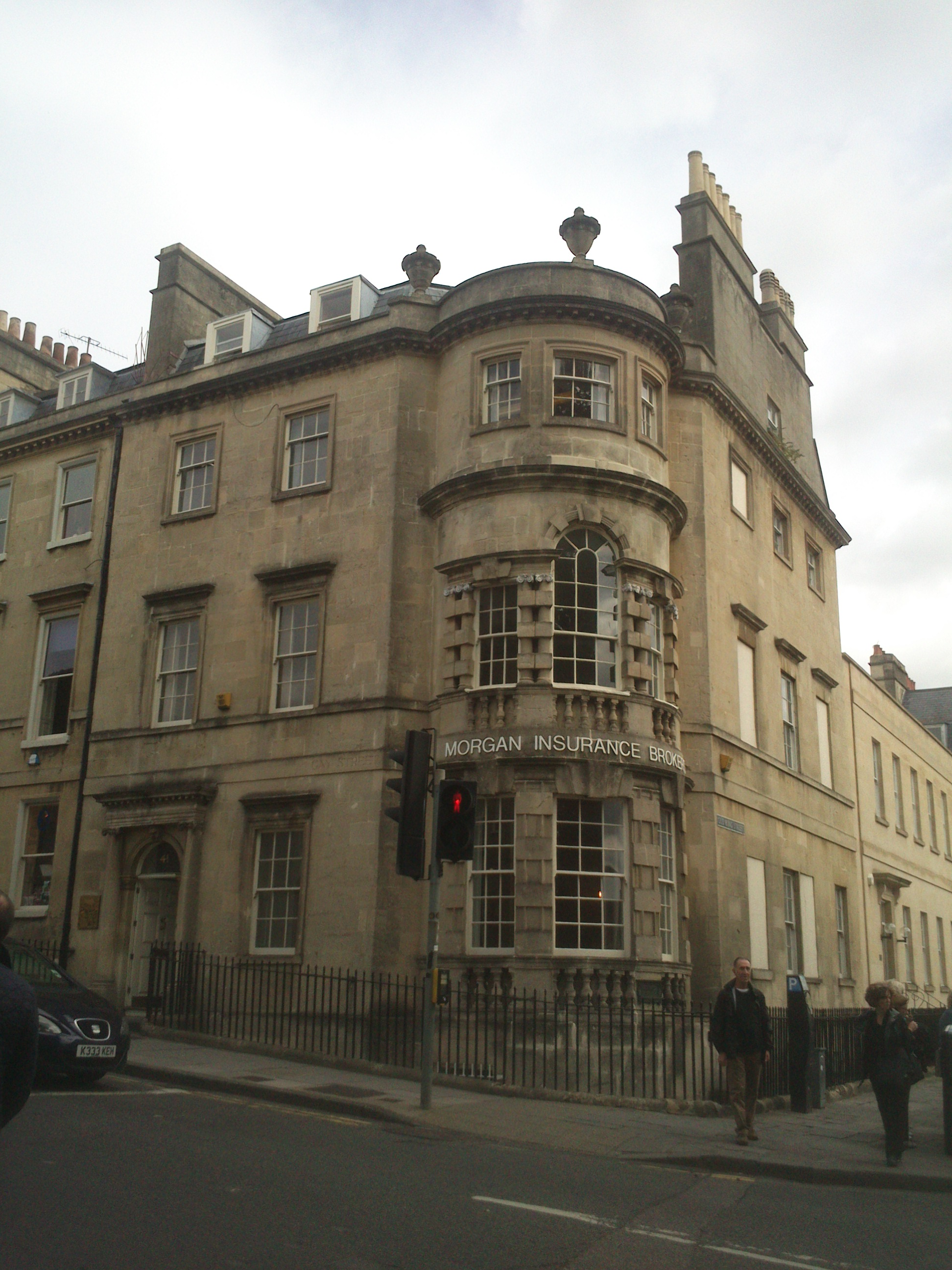
盖尔街41号